# Тримурис
Тримурис — папуасский язык, на котором говорят на восточном берегу реки Мамберамо, между территориями языков багуса и каувера, под-округа Мамберамо-Тенгах округа Джаяпура провинции Папуа в Индонезии.